# 扁果青冈
扁果青冈（学名：Cyclobalanopsis chapensis），为壳斗科青冈属下的一个植物种。